# Ozarba jansei
Ozarba jansei är en fjärilsart som beskrevs av Emilio Berio 1940. Ozarba jansei ingår i släktet Ozarba och familjen nattflyn. Inga underarter finns listade i Catalogue of Life.